# Kamperfoeliemineermot
De kamperfoeliemineermot (Perittia obscurepunctella) is een vlinder uit de familie grasmineermotten (Elachistidae). De wetenschappelijke naam is voor het eerst geldig gepubliceerd in 1848 door Stainton.
De soort komt voor in Europa.